# リベルタ (アンティグア・バーブーダ)
リベルタ（英語: Liberta）はアンティグア・バーブーダ、セント・ポール教区の都市。アンティグア島南部の内陸に位置しており、首都セントジョンズからは南東へ約10キロメートルの距離にある。人口は2,560人（2001年）で、国内では3番目に多い。
19世紀の初めに奴隷制が廃止されたことでプランテーションを営んでいた農家は経済的不況に陥り、土地の一部の売却を余儀なくされた。売りに出された土地は、恒久的な土地の所有を望んでいた解放奴隷が購入し、農地や住居を建設した。集落は1835年に「自由」を意味するリベルタと名付けられ、1842年までに集落の入り口には「リベルタ村」という看板が設置された。定住した住民は近くのプランテーションや南のファルマス、イングリッシュ・ハーバーといった港町で整備士として働いた。